# Frank Popp (Bildhauer)

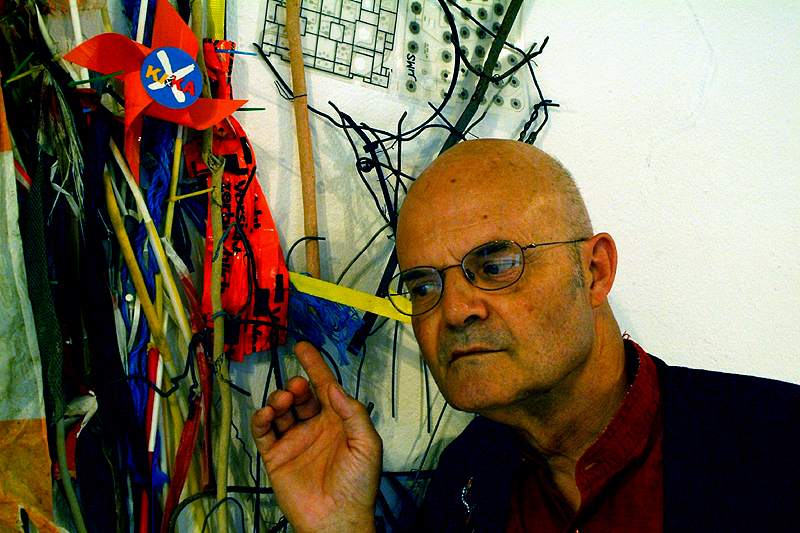
Frank Popp (2012) vor der Installation "Hallo Kurt Schwitters, jetzt zeige ich dir meine neuste Sammlung, den letzten Dreck vom Expo-Gelände"

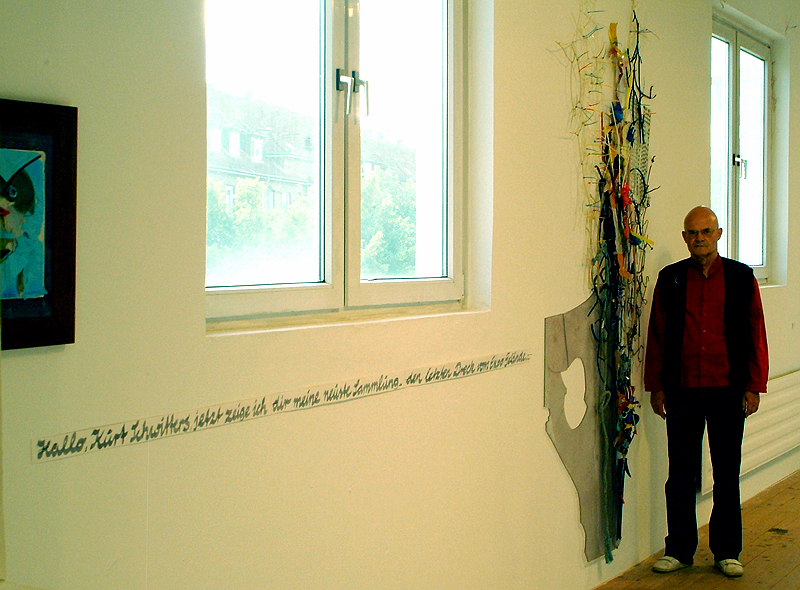
Frank Popp beim 15. Zinnober-Kunstvolkslauf

Frank Popp (* 24. März 1941 in Königsberg (Preußen); † 11. August 2020) war ein deutscher Objektkünstler und Hochschullehrer.

## Leben
Frank Popp wurde 1941 in Königsberg geboren. Ab 1962 studierte Popp Architektur an der RWTH in Aachen, lernte und assistierte sowohl bei dem Maler und Objektkünstler Hubert Berke als auch bei dem Architekten Gottfried Böhm, wo er insbesondere nach seinem Diplom im Jahr 1970 an zahlreichen nationalen und internationalen Wettbewerben beteiligt war. 1977 folgte er der Berufung an die Fachhochschule Hannover (heute Hochschule Hannover) Professor für Kunst und Design, die er bis zu seiner Pensionierung mit Leidenschaft ausfüllte. Sein eigenes, künstlerischen Schaffen stellte er seit 1985 (erste Einzelausstellung in Wolfenbüttel) in zahlreichen Einzelausstellungen und -beteiligungen im In- und Ausland vor.
Über seine Arbeiten sagte Frank Popp: „Meine Arbeiten entstehen fast ausschließlich aus dem Vorgefundenen. Das meint nicht nur den dinglichen, unbegrenzt erscheinenden Komplex des Weggeworfenen und Verlorenen, sondern auch alles, was sich in der Welt meiner Aufmerksamkeit anbietet. Also auch Wissen und Bildung, Weltgeschehen und die unendlich vielen Problemfragen um den Homo Sapiens und sein Wirken im Universum.“
Ein Schwerpunkt von Popps Wirken war die Collagentechnik und die Erstellung von Skulpturen aus Alltagsgegenständen.
Popp gehörte den Künstlergruppen Gruppe 7 und der Arche aus Hameln an.